# تزریق بخار به میدان نفتی

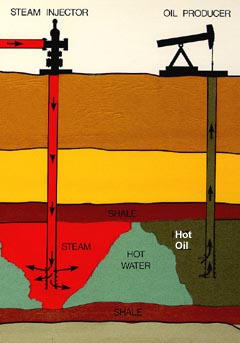
روش تزریق بخار به میادین نفتی

تزریق بخار یکی از روش‌هایی است که به‌طور گسترده برای استخراج نفت‌های سنگین به کار می‌رود. تزریق بخار به کرّات در آلبرتای کانادا و ونزوئلا و کالیفرنیای آمریکا صورت پذیرفته‌است. در این روش یعنی steam flooding یک سری از چاه‌ها، تزریقی بوده و بقیه تولیدی هستند. تزریق بخار به این صورت طی دو مکانیزم به بهبود برداشت نفت کمک می‌کند: ۱- با گرم کردن نفت و کاستن گرانروی آن. ۲ – هل دادن نفت به سمت چاه‌های تولیدی زمانیکه گرمای خود را به نفت انتقال داده و میعان می‌کند و مثل مکانیزم سیلاب زنی عمل می‌کند. ین روش قادر است بیش از۵۰٪ نفت درجا را تولید کند.

## تزریق تناوبی
در این روش که توسط کمپانی شِل کشف شد؛ چاه تولید و تزریق یکی است و مکانیزم آن به این صورت است که بخار از طریق چاه به مخزن تریق شده و پس از تزریق حجم مشخّصی، چاه بسته شده و مرحله خیساندن یا گرمایش آغاز می‌شود و طی این مدت بخار گرمای خود را به نفت داده، آن را گرم کرده و خود سرد می‌شود. سپس چاه باز شده و تولید از همان چاه شروع می‌شود. این روش قادر است ۲۰ ٪ نفت درجا را تولید کند.

## ریزش ثقلی به کمک بخار
یکی از روش‌های ازدیاد برداشت برای تولید نفت خام‌های سنگین و بیتومِن می‌باشد. در این روش دو چاه افقی در مخزن حفر شده که یکی، ۴ تا ۶ متر بالاتر بوده و حکم چاه تزریقی را دارد و چاهی که در پایین قرار گرفته، تولیدی است. مکانیزم این روش به این صورت است که بخار با فشار کم به‌طور پیوسته از طریق چاه بالایی به مخزن تزریق می‌شود و پس از گرمایش نفت و بیتومن با عث ریزش نفت به چاه تولیدی می‌شود. اساس این روش تشکیل اتاق بخار یا steam chamber است که به صورت عمودی و افقی رشد و گسترش می‌یابد. این روش در مخازن مناسب می‌تواند ۷۰ تا ۸۰٪ نفت درجا را تولید کند.
این روش در سال ۱۹۶۹ میلادی توسط دکتر راجر باتلر ارائه گردید. وی روش خود را در سال ۱۹۸۰ در کُلد لِیک کانادا برای اولین بار در یک طرح پایلوت انجام داد.